# Смолякова Людмила Іванівна
Смолякова Людмила Іванівна (нар. 19 серпня 1950) — українська мисткиня, яка досліджує трипільську культурну спадщину, реконструює та популяризує її в Україні та інших країнах світу.
З 2000 року почала працювати над реконструкцією трипільської кераміки за технологією майстрів трипільської цивілізації у співпраці з археологами, брати участь в археологічних розкопках, вивчати складу глин, орнаментів і символів.

## Освіта
2002 року закінчила Харківську державну академію міського господарства за спеціальністю «Організація обслуговування в готелях і туристичних комплексах». Дипломна робота «Трипільськими стежками України».

## Членство в організаціях
- 2002 — народна майстриня у Національна спілка майстрів народного мистецтва України.
- 2006 — член у Національна спілка майстрів народного мистецтва України[1] (членський квиток № 937).
- 2019 — член Спілки дизайнерів України

## Популяризація трипільської культурної спадщини
У 2002—2005 роках брала участь в створенні перших музеїв, парків на Київщині (с. Трипілля, с. Халеп'я, м. Ржищів), ресторанів «Керама — мама», «Трипілля» в Києві.
З 2005 р. почала виробництво сувенірів з метою поширення культурної спадщини трипільської цивілізації під торговою маркою «Сонячний ключ».
2011 р. відкрився перший музей реконструкцій «Дивосвіт Трипілля». Експозиція музею «Дивосвіт Трипілля» складається з майже 3 тисяч реконструкцій трипільської кераміки, створених за матеріалами археологічних досліджень. Експонати музею було використано під час створення фільмів про трипільську цивілізацію.
2013 р. працює в ІАПМ «Київська фортеця» старшим науковим співробітником Науково-дослідного відділу виставкової роботи.
2014 р. взяла участь у створенні концепції та відкритті Навчально-мистецького туристичного інформаційного центру та музею-бутіку у «Дивосвіт Трипілля».
З 2005 року проходять виставки реконструкцій трипільської кераміки:
1. Україна
2. Росія
3. Польща
4. Німеччина
5. Шотландія
6. Греція
7. Японія
8. США
9. КНР

## Визнання та нагороди
2012 р.за рішенням Міжнародної Академії рейтингових технологій і соціології «Золота Фортуна» нагороджена Дипломом та медаллю «Трудова слава».
2014 р. отримала диплом «Національні лідери України» (серія «Золотий фонд нації». Україна. Європа. Світ) за ініціативи Української конфедерації журналістів.
|  | Потрібно створити мережу центрів з вивчення трипільської культури в Україні та світі, щоб діяти комплексно і системно: вивчати культурну спадщину трипільської цивілізації, проводити археологічні дослідження, залучати до діалогу етнографів, мистецтвознавців, художників, архітекторів та дизайнерів України і світу, щоб показати потенціал для використання трипільської традиції у сучасному світі високих технологій. Потрібно готувати фахівців для сфери туризму для забезпечення цілісного підходу до змісту професійної освіти, зв’язку теорії і практики, забезпечення партнерських відносин між сферою освіти і туризму. (Людмила Іванівна Смолякова) |